# Mezon rho
Mezon ρ (rho) – typ rezonansów mezonowych zawierających kwarki górne i dolne o izospinie 1, ujemnej parzystości P i ujemnej parzystości C. ρ+ i ρ- są nawzajem swoimi antycząstkami, a ρ0 jest własną antycząstką.
Najlżejszy stan to ρ(770), co znaczy, że ma masę około 770 MeV. Różnicę mas {\displaystyle m_{\rho ^{0}(770)}-m_{\rho ^{\pm }(770)}} określono jako −0,7±0,8 MeV. 